# Dispositio
Dispositio es una etapa del proceso retórico de construcción de un discurso, que consiste en organizar y en transformar en materia textual, la estructura conceptual elaborada en la etapa inventio. Esta palabra dispositio proviene del latín, y puede ser traducida al español como "organización" o "arreglo" o "disposición".
Dispositio es la segunda etapa del llamado proceso retórico clásico canónico. La primera de esas etapas es inventio, y las restantes tres son elocutio, memoria, y pronuntiatio. Las cinco en su conjunto conciernen y se aplican tanto a la creación discursiva como a la creación literaria.

## Las partes o etapas de una exposición
En cualquier ejercicio retórico, lo primero debe ser descubrir y concretar los argumentos apropiados que podrían ser usados, lo que debe hacerse aplicando el método y las recomendaciones de la "inventio".
La siguiente cuestión que debe afrontar el orador o el escritor en su proceso creativo, es el de seleccionar los mejores argumentos repertoriados en la etapa anterior, y potenciarlos y organizarlos en una presentación eficaz y sólida.
Aristóteles establecía dos partes esenciales de un desarrollo expositivo: la declaración del caso, y la prueba del caso.
Por ejemplo, al preparar una argumentación legal, debe tenerse presente que un acusador primero que nada tiene que establecer y aclarar los cargos que se le hacen al imputado, señalando los hechos o actos más relevantes; y acto seguido debe presentar pruebas que demuestren la culpabilidad del enjuiciado. Aristóteles también señalaba que en la práctica, la mayoría de las exposiciones requiere también de una introducción y de una conclusión.
Con posterioridad, otros pensadores sobre retórica como por ejemplo Marco Tulio Cicerón y Marco Fabio Quintiliano, refinaron y mejoraron este esquema de organización y desarrollo, de modo que en el mismo pudieran reconocerse seis partes:
- -     - Exordio (también llamado prooimion o proemio): El orador demuestra su decisión, procura atraer a la audiencia y conservar su atención. Es la parte del discurso que depende indefectiblemente del ethos. Su objetivo es inferir en el estado de ánimo de los oyentes, para mantenerle receptivos y atentos. Ad Herennium propone cuatro métodos para lograr una buena impresión previa a los oyentes, las cuales consisten: hablar de uno mismo, de nuestros adversarios, de nuestros oyentes y de los hechos mismo.
    - Narración (también llamado diégesis, prótesis o narratio): Ad Herennium se basa en la concepción de narración propuesta por Aristóteles. Es el momento donde se debe hacer una exposición razonable y ecuánime de los argumentos y los hechos del caso en términos generales. Cuenta con tres características: brevedad, claridad y verosimilitud, siento ésta la más importante de las tres. Representa el quién, qué, cuándo y dónde del caso. Es la dedicada a narrar la información necesaria a los oyentes. Con esta parte del discurso se pueden manipular y enmarcar los términos del debate. En este caso, el logos es el que se ve afectado por la narración. En ocasiones, puede influir de manera superflua el resultado del debate.
    - División (también llamado divisio, propositio y partitio): Es la parte del discurso en la que el orador menciona las coincidencias y disidencias que tiene con el público oyente. Primeramente, se resumen los principales puntos de acuerdo; seguidamente se exponen los puntos de conflicto. En caso de que haya más puntos de conflicto es mejor no ahondar en ellos, para no mantener la atención de los oyentes en ellos.
    - Prueba (también llamado pistis, confirmatio o probatio): Proceso del discurso en el que se exponen los argumentos que apoyan su tesis. Está ligado indefectiblemente al logos. Su intención es defender el planteamiento. Los argumentos que sí pertenecen son los ideados por el orador. Aristóteles menciona cinco tipos de pruebas, las cuales son: leyes, testigos, contratos, declaraciones bajo tortura y juramentos. Una estrategia que refuerza un argumento es apelar a la autoridad. Es importante conectar con la audiencia, encontrando puntos en acuerdo con el público, los cuales necesitan ser conservadores.
    - Refutación: (también llamado confutatio o reprehensio): Consiste en contradecir los argumentos del oponente; por lo tanto, está ligada al logos. En algunas ocasiones, refutando un argumento del oponente, se puede dar más credibilidad al propio. La estrategia más adecuada es presentar el argumento del oponente de forma que sea atacable y pierdo verosimilitud. Incluso con un argumento débil, conviene atacar el del oponente para que nadie se percate de la flaqueza del tuyo.
    - Peroración (también llamado epilogos y conclusio): Proporcionales decoraciones al argumento e incluso hacer uso de medios emocionales persuasivos para influir en la decisión del público. Se encarga de resumir lo anteriormente dicho, remarcando los argumentos más fuertes y concluirlos. Por lo tanto, depende en su totalidad del pathos. Se tiene la oportunidad de emocionar a los oyentes hasta llevarlos a las lágrimas o a la furia y utilizar las palabras más influyentes. Debe determinar la impresión que el discurso deja en los oyentes.[1]

Aunque esta estructura pueda parecer sumamente rígida (y seguramente algunos escritores, al referirse a este asunto, lo hicieron con pedantería y sarcasmo), en la práctica sin duda es un modelo flexible. Cicerón y Quintilian, por ejemplo, animaron a los escritores a reorganizar la estructura del discurso cuando esto reforzaba el caso: por ejemplo, si se sabía que los argumentos contrarios eran poderosos, podría ser mejor ubicar la refutación antes de la prueba.
Dentro de cada parte principal, sin duda hay tácticas adicionales que pueden ser empleadas. Por ejemplo, un acusador podría resumir su caso con la repetición poderosa de sus puntos principales, usando una técnica conocida como "accumulatio". Y el abogado de defensa en una situación análoga, podría usar un acercamiento diferente en su exposición de resumen.
Finalmente, la "dispositio" también fue vista como un proceso iterativo y de refinamientos sucesivos, en particular en la conjunción con la etapa "inventio". El proceso mismo de organizar los argumentos, podría conducir a la necesidad de descubrir e investigar nuevos. Un orador bien podría refinar sus argumentos y el ordenamiento en la presentación una y otra vez, hasta que los argumentos y el inventario de los mismos se articularan perfectamente. Y entonces, una vez esto logrado, se podría continuar con aquellos aspectos que más asociamos con la retórica, esto es, el desarrollo del estilo y de la presentación.
Según canonizó Cicerón, las cinco etapas del proceso retórico de construcción de un discurso son: (1) Inventio o descubrimiento o heuresis, (2) Dispositio u ordenamiento, (3) Elocutio u ornato, (4) Memoria o recordatorio, y (5) Actio o acción.
Elaborar un discurso es como construir una casa. Primero hacen falta los materiales (inventio), después un plano para saber donde ponerlos y cómo unirlos (dispositio), y luego hay que hacer la casa habitable, cómoda, agradable, y funcional, amueblándola y adornándola (elocutio). La memoria sirve para recordar el discurso preparado sin leerlo, y la actio nos aconseja qué hacer y qué comportamiento adoptar mientras lo decimos, así como la adaptación del propio discurso, según la disposición del auditorio que tengamos, los hechos recientes que hayan moldeado al público o cambiado algunas situaciones, e incluso la hora y el sitio en que lo pronunciamos.
Pero según otros autores también existen otras divisiones o etapas de un discurso en seis partes, e incluso en ocho: (A) exordium, (B) narratio, (C) partitio eller divisio, (D) propositio, (E) probatio (o confirmatio eller argumentatio), (F) refutatio eller confutatio, (G) recapitulatio, (H) peroratio.
Una división bastante utilizada de un discurso en seis partes o unidades, es la siguiente: (I) exordium o introducción, (II) narratio o enfoque del caso según el punto de vista que se adopte, (III) divisio o partitio o puntos más importantes de la argumentación, (IV) confirmatio o prueba del caso (confirmación y validación de los materiales tratados en las etapas narratio y partitio), (V) refutatio o confutatio o refutación de posibles argumentos contrarios, (VI) peroratio o conclusión (Cicerón señaló que pueden hacerse tres cosas en este paso: resumir las argumentaciones, desacreditar en la globalidad las posiciones discrepantes, y despertar simpatía o compasión por las propias posiciones).